# ケオ・ファー1世
ケオ・ファー1世（クメール語: ចៅពញាញោម、1580年‐1603年）は、カンボジアの国王（在位:1600年‐1602年）。

## 略歴
ケオ・ファー1世は元国王サター1世（英語版）の三男でバロム・リヤチヤ6世の甥。
ケオ・ファー1世は1600年のバロム・リヤチヤ6世が暗殺されたのちに即位した。即位後すぐにバロム・リヤチヤ6世を暗殺したケオ・プリァッ・プロゥンを殺害し、首都をスレイ・サントー（英語版）からプノンペンに遷都した。しかし、ケオ・ファー1世は政治に関心を持たず、酒や遊興に溺れた。国を憂慮した祖母のテヴィクサットレイ王女（英語版）は、1601年にアユタヤに拘留されていたサター1世の弟バロム・リヤチヤ7世をアユタヤ軍と帰還させ、タイランド湾のコッ・スラケート島に拠点を構えた。テヴィクサットレイ王女はケオ・ファー1世の罷免を宣言し、1602年にバロム・リヤチヤ7世は国王に即位した。ケオ・ファー1世は王位を奪取しようと、ストーン地方（英語版）で反乱を起こした。1603年にアユタヤの援軍1万人が到着し、バロム・リヤチヤ7世の軍により処刑された。